# 伊万·什梅廖夫

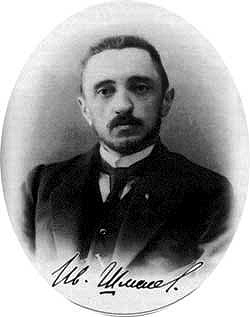
伊·谢·什梅廖夫

伊万·谢尔盖耶维奇·什梅廖夫（Ива́н Серге́евич Шмелёв，1873年10月3日—1950年6月24日），俄罗斯流亡作家。他是莫斯科文学社团“星期三”的成员。
什梅廖夫生于莫斯科一个建筑承包商的东正教家庭。中学毕业后入莫斯科大学法律系就读，1898年毕业当过一年兵。接着在在莫斯科省和弗拉基米尔省当了八年助理律师和税务稽查。1895年游历芬兰，发表了随笔集《在瓦拉姆的峭壁上》(1897)。1905至1907年俄国革命中写作了中篇小说《急事》、《崩溃》(1906)、《乌克莱金农民》(1908)和短篇小说《骑兵司务长》(1906)、《伊万·库奇齐米奇》(1907)，一举成名。
什梅廖夫辞掉工作专心写作，流亡前已有53部作品，包括《墙》、《胆怯的寂静》、《豺狼的嚎叫》等中短篇小说，其中《一个来自餐馆的人》(1911)最为著名。接下来的三年里发表了。革命风暴后与儿子一起迁居克里木，结果儿子遭革命派处决。1922年什梅廖夫妇去了柏林。一年后移居巴黎，成为“白色丛书”的代表人物。流亡时期写有《石器时代》(1924)、《死者的太阳》(1925)、《在泡沫中》(1925)、《一位老妇人的故事》(1925)、《朝圣》(193l一1948)和《神的禧年》(1933—1944)等20多部小说。1936年妻子去世，本人则于1950年6月24日在巴黎死于心脏病。